# 투티

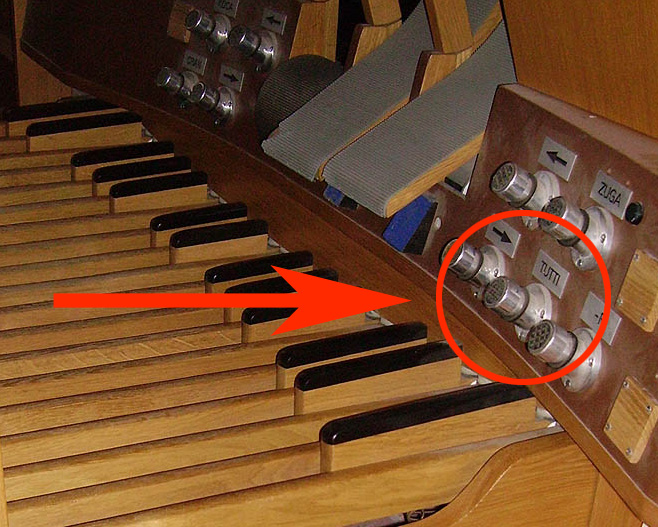
투티 피스톤.

투티(Tutti)는 이탈리아어로 '전부'라는 뜻으로 연주에 참여하는 연주자 전원이 모두 해당 선율을 연주하는 것을 가리킨다. 보통 솔로(Solo)나 솔리(Soli)연주 이후 악보에 제시된다.

## 같이 보기
- 합주 협주곡
- 독주